# St. Thomas und Ägidius (Eysölden)

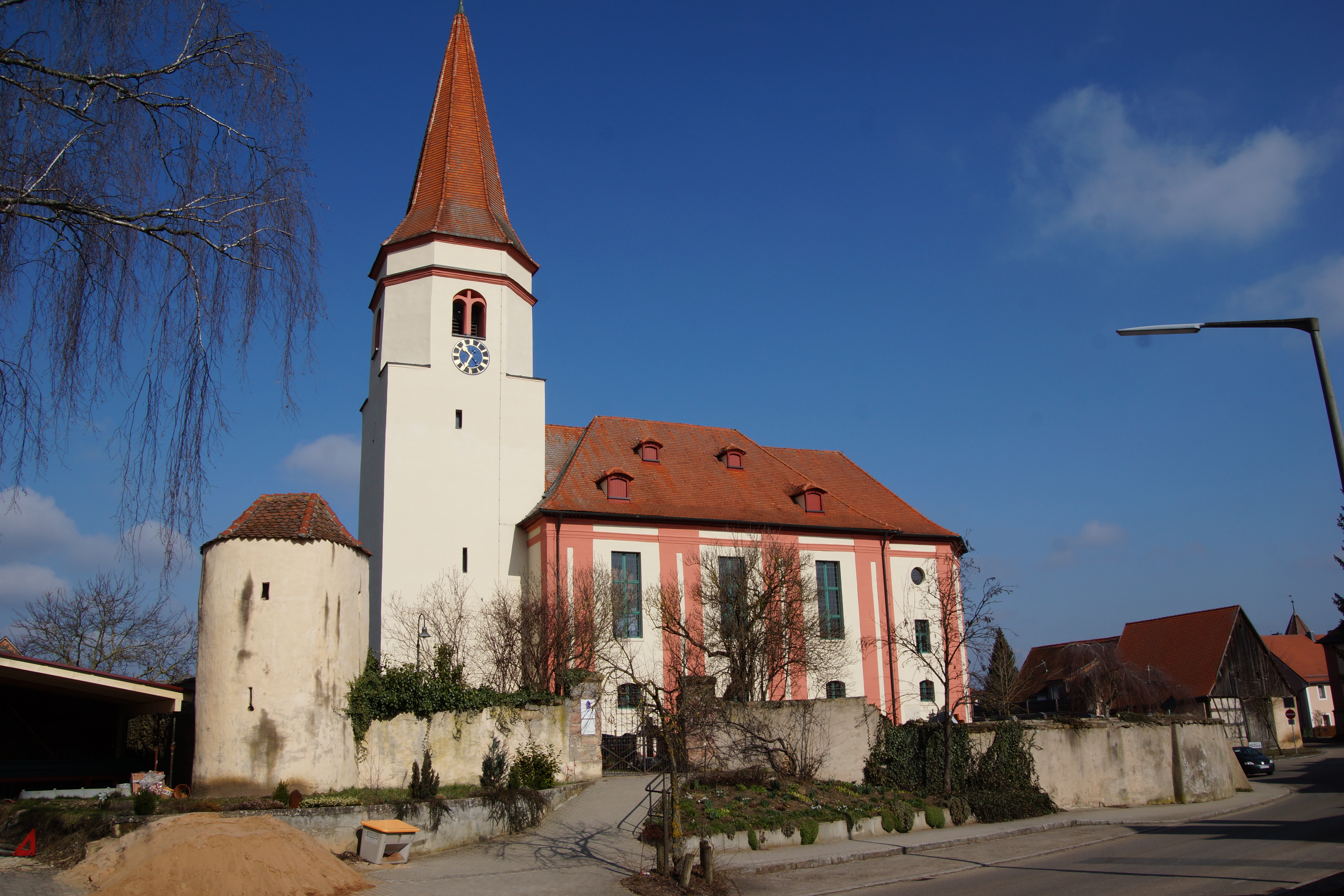
St. Thomas und Ägidius (Eysölden)

Die evangelische, denkmalgeschützte Kirche St. Thomas und Ägidius steht in Eysölden, einem Gemeindeteil des Marktes Thalmässing im Landkreis Roth (Mittelfranken, Bayern). Das Bauwerk ist unter der Denkmalnummer D-5-76-148-46 als Baudenkmal in der Bayerischen Denkmalliste eingetragen. Die Kirchengemeinde gehört zur Region Thalmässing im Evangelisch-Lutherischen Dekanat Weißenburg in Bayern im Kirchenkreis Nürnberg der Evangelisch-Lutherischen Kirche in Bayern.

## Beschreibung
Die unteren Geschosse des Fassadenturms im Westen stammen aus dem Mittelalter. Er wurde um 1600 um ein achteckiges Geschoss aufgestockt, das die Turmuhr und den Glockenstuhl mit drei Kirchenglocken beherbergt, und mit einem achtseitigen spitzen Helm bedeckt. An ihn wurden 1749–52 auf den Grundmauern des Vorgängerbaus nach einem Entwurf von Johann David Steingruber im Markgrafenstil das mit einem Satteldach bedeckte Langhaus aus drei Jochen und der eingezogene, dreiseitig abgeschlossene Chor aus einem Joch im Osten angebaut. 
Der mit einer Flachdecke überspannte Innenraum des Langhauses hat Emporen an drei Seiten. Zur Kirchenausstattung gehört ein Kanzelaltar. Auf der Empore über ihm steht die Orgel.